# Ferula ferganensis
Ferula ferganensis là một loài thực vật có hoa trong họ Hoa tán. Loài này được Lipsky ex Korovin mô tả khoa học đầu tiên năm 1947.